# Vänergaleas

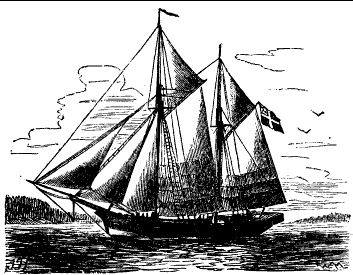
Galeas av 1800-talstyp.

Vänergaleas är en typ av segelfartyg som kan ses som en större efterträdare till fartygstypen bojorten. Vänergaleasen har anpassats till ett särskilt område, nämligen Vänern med anslutande sluss- och kanalsystem och fått sin längd och bredd efter slussarna i Trollhätte kanal. Som helhet innebär vänergalesen ett brott mot tidigare byggtradition vid den stora transportzonen vid Vänern.

## Vänersjöfart
Vänern har varit betydelsefull för transporter sedan medeltiden. En tidig typ av fraktfartyg på Vänern var blockskutan, som var fartyg med råsegel. Under 1600-talet blev den holländska bojorten en vanlig fartygstyp på Vänern. Den var flatbottnad, lastdryg, och mer lätthanterlig än den klumpigare blockskutan. År 1799 bildades Vänerns Seglationsstyrelse i Kristinehamn med uppgift att göra båttrafiken på Vänern tryggare och säkrare.

## Teknisk karakteristik
Den klassiska vänergaleasen är 19,8 meter lång, i vattenlinjen 18,55 meter, 5,4 meter bred och har ett djupgående på 2,10 meter. Dess dräktighet är därmed 91,8 ton. Masterna riggas med gaffelsegel på fasta gafflar, "lake rig". Stormasten är högre än mesanmasten.
Karakteristiskt är dess höga rigg med toppsegel på rå, som främst riggas för de slutna kanalerna, Dalslands kanal, Göta kanal och Göta älv. Dessutom ska de fånga vinden över skogbeklädda kullar runt naturhamnarna vid sjön, varav benämningen "lake rig". Därtill finns klyvarbom med två försegel. Stäven är utfallande och aktern rund eller bredgaffad.
Vänergalesen är byggd på kravell (heldäckade med garnering i rummet).

## Exempel på vänergaleas

### Mathilda
Mathilda är en typisk vänergaleas. Den har fått berömmelse genom att det var kaptenen och redaren Axel Broströms första fartyg. Tre modeller finns; en på Sjöfartsmuseet i Göteborg, och en annan på Vänermuseet i Lidköping samt en i Sjöhistoriska museets i Stockholm samlingar, inköpt från Broströms Rederi AB 1975. Modellerna är olika.

### Mina

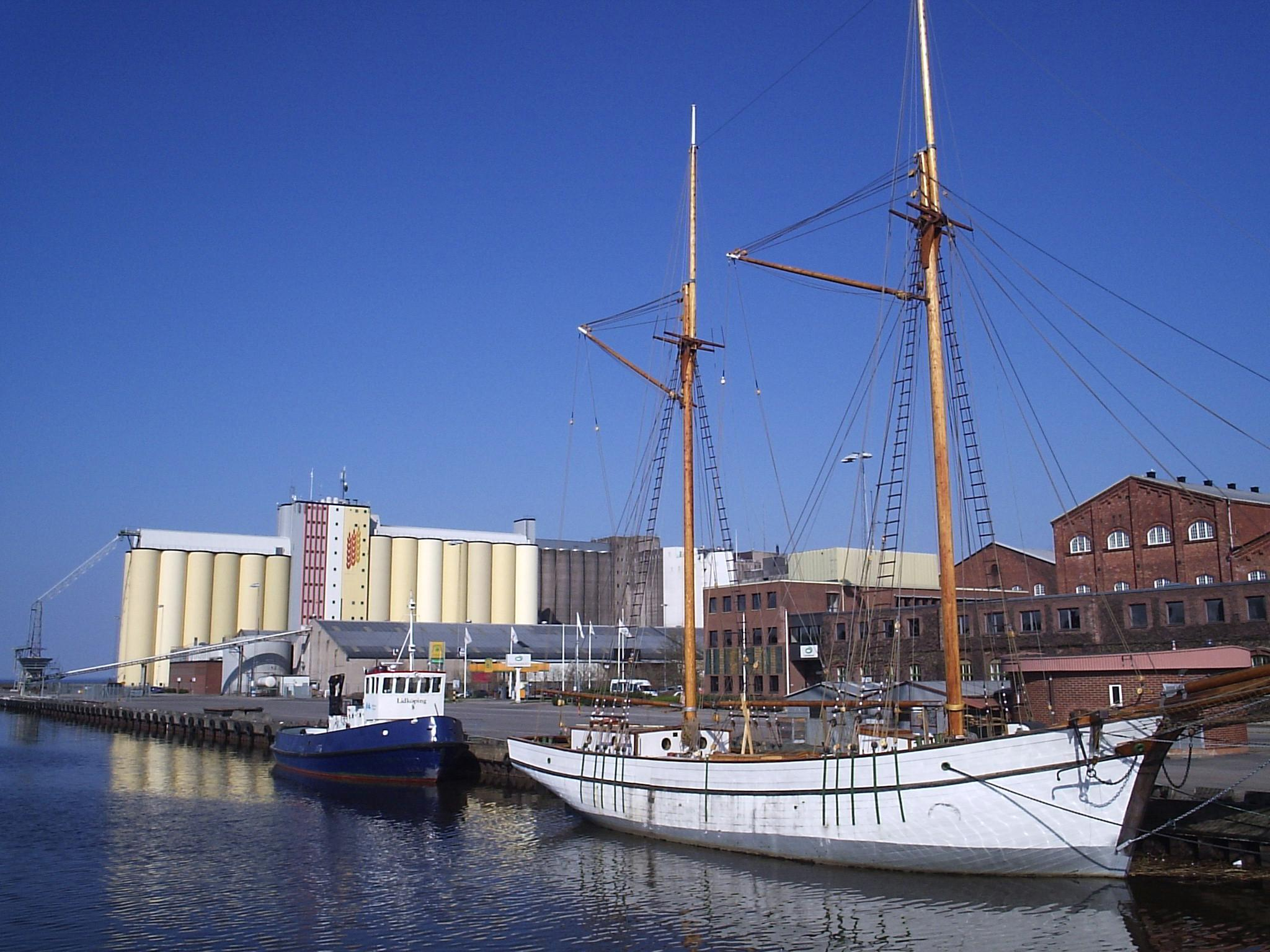
Segelfartyget Mina på Lidans utlopp i Östra hamnen

Vänergaleasen Mina är Sveriges äldsta seglande fartyg, byggd 1876 vid Fågelö gård på Torsö. Hon riggades som galeas och har klipperstäv och liten akterspegel. Mina gick i svensk fraktfart till 1959 och blev därefter ett fritidsfartyg. 1997 övertogs hon av föreningen Vänergaleasen Minas vänner i Lidköping.